# Jeff Pidgeon
Pour les articles homonymes, voir Pidgeon.
Jeff Pidgeon, né le 19 mars 1965 à Vergennes dans l'état du Vermont, est un scénariste et acteur américain, notamment spécialisé dans le doublage.

## Filmographie partielle
- 1986 : Bring Me the Head of Charlie Brown (voix)
- 1995 : Toy Story (voix)
- 1997 : Dany, le chat superstar (voix)
- 1998 : 1 001 Pattes (voix)
- 1999 : Toy Story 2 (voix)
- 2000 : Rolie Polie Olie (série télévisée) (voix)
- 2001 : Toy Story Racer, jeu vidéo (voix)
- 2001 : Monstres et Cie (voix)
- 2003 : Extreme Skate Adventure, jeu vidéo (voix)
- 2004 : Les Indestructibles
- 2009 : Tracy
- 2010 : Toy Story 3 (voix)